# Louise de Grande-Bretagne
Ne doit pas être confondu avec Louise du Royaume-Uni.
Titres
Reine consort de Danemark et de Norvège
6 août 1746 – 19 décembre 1751
(5 ans, 4 mois et 13 jours)
Princesse héritière consort de Danemark et de Norvège
11 décembre 1743 – 6 août 1746
(2 ans, 7 mois et 26 jours)
Louise de Grande-Bretagne (en anglais : Louise of Great Britain), née le 18 décembre 1724 à Londres (Royaume de Grande-Bretagne) et décédée le 19 décembre 1751 à  Christiansborg (Danemark-Norvège), est reine consort de Danemark et de Norvège de 1746 à 1751.
Princesse de Grande-Bretagne, elle est l'enfant du roi George II et de son épouse Caroline d'Ansbach et grandit à Londres. Elle devient princesse héritière de Danemark et de Norvège en 1743 par son mariage dynastique avec le futur roi Frédéric V de Danemark. Bien que le mariage ait été arrangé, le couple s'entend bien. Frédéric se montre agréable à l'égard de son épouse, et Louise feint de ne pas remarquer ses frasques. Elle devient reine de Danemark et Norvège en 1746, lorsque son époux monte sur le trône. La reine Louise est très populaire au Danemark, et l'on estime que cette faveur rend son mari aussi populaire. La reine apprécie notamment la musique, la danse et le théâtre. Elle meurt en 1751, à 27 ans, des suites d'une fausse couche.

## Biographie

### Enfance à Londres

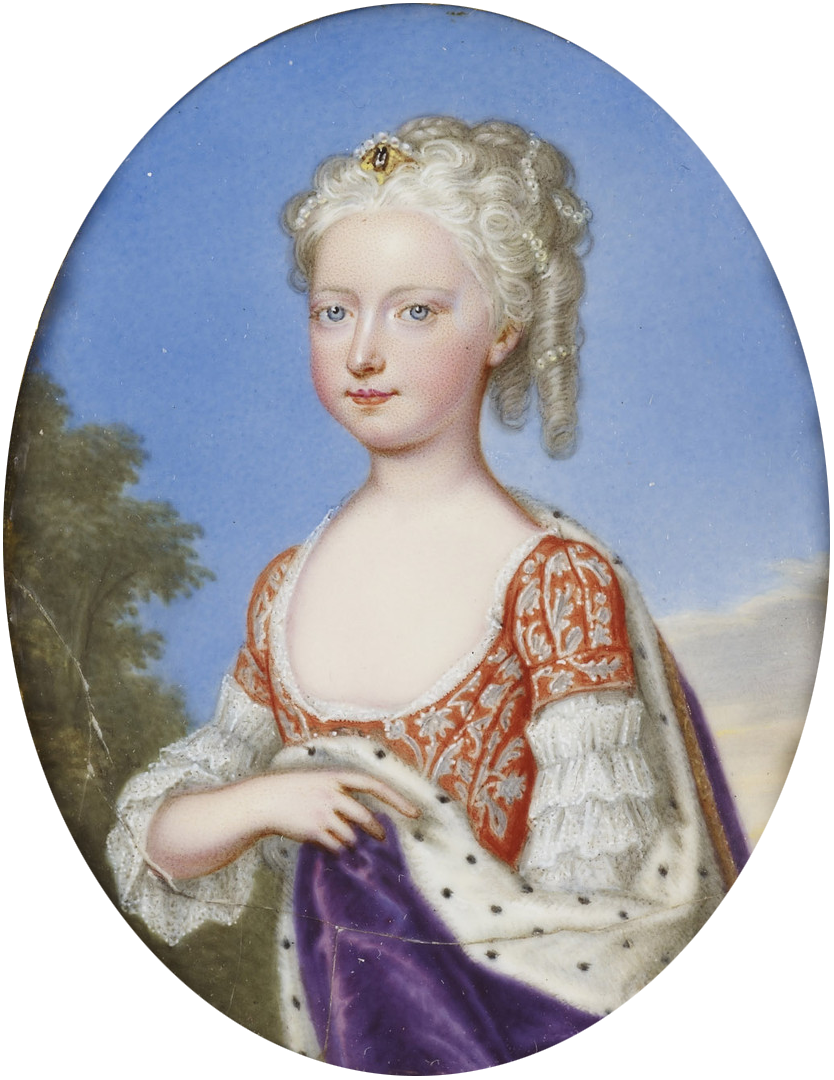
La princesse Louise adolescente. Portrait en miniature par Christian Friedrich Zincke, années 1730.

La princesse Louise naît le 18 décembre 1724 à Londres. Fille du prince de Galles George-August alors prince héritier de Grande-Bretagne, et de son épouse, la princesse Caroline de Brandebourg-Ansbach, elle est la cinquième fille et la dernière d'une famille de neuf enfants. Elle est née dix ans après que son grand-père paternel, le prince-électeur George-Louis de Hanovre, a succédé aux trônes de Grande-Bretagne et d'Irlande en 1714 sous le nom de George I. Son père devenant à la suite prince de Galles, il a déménagé à Londres avec sa famille. Le père de Louise avait une relation tendue avec son propre père et en 1717, après une querelle, le roi avait banni son fils de la cour royale. Il avait ensuite vécu dans une nouvelle résidence louée, Leicester House, un grand palais urbain noble à Westminster au nord de l'actuel Leicester Square. À Leicester House, une cour parallèle émerge qui devient un lieu de réunion des opposants à la politique royale de son père. C'est là que la princesse Louise est née.
La petite princesse est baptisée sous le prénom de "Louisa" à Leicester House le 22 décembre. Ses parrains et marraines sont sa sœur aînée la princesse Amélie de Grande-Bretagne, sa cousine la princesse Louise-Ulrique de Prusse, future reine de Suède, et son cousin Frédéric, prince héritier de Prusse, futur roi Frédéric le Grand de Prusse.

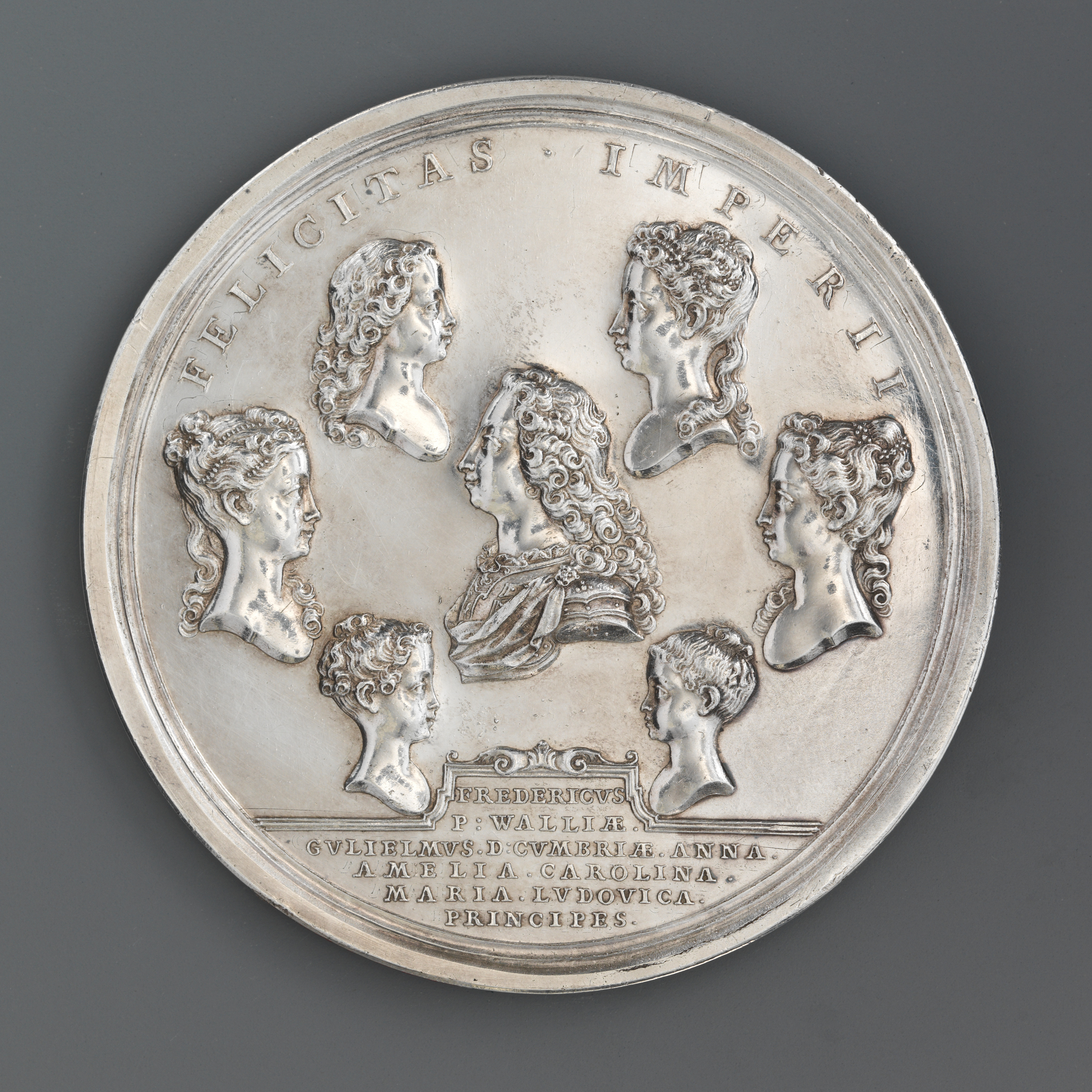
Medaille de 1732 par John Croker montrant les sept enfants survivants du roi George II : Frédéric, William, Anne, Amélie, Caroline, Marie, et Louise.

La mère de la princesse Louise est enceinte 11 fois, mais perd quatre des enfants. La princesse Louise avait ainsi six frères et sœurs plus âgés qui survivent jusqu'à l'âge adulte. Parmi ceux-ci, elle ne vivait qu'avec les deux plus jeunes, le prince William et la princesse Marie, et leurs parents à Leicester House. Ils constituent « l'ensemble jeune », les trois enfants nés a Londres, par opposition à « l'ensemble âgé », les quatre enfants nés à Hanovre, et qui avaient été cruellement séparés de leurs parents par le roi George Ier. Sa sœur préférée est la princesse Marie, qui épousera plus tard le landgrave Frédéric II de Hesse-Cassel. Les futurs mariages des deux sœurs seront la base des nombreux mariages dynastiques entre la famille royale danoise et la maison princière de Hesse-Cassel dans les générations suivantes.
Le 11 juin 1727, alors qu'elle a deux ans, son grand-père, le roi George Ier, meurt lors d'une visite dans le Hanovre et son père devient roi sous le nom de George II. La famille s'installe alors au Palais Saint James, alors la résidence à Londres du monarque britannique, où Louise grandit.  Comme résidence d'été, ses parents bénéficient de Richmond Lodge située sur les rives de la Tamise à Richmond à l'ouest de Londres. En 1737, alors que la princesse Louise a presque 13 ans, elle perd sa mère, la reine Caroline, et elle est alors élevée principalement par sa sœur aînée, la princesse Caroline.

### Mariage à dix-huit ans

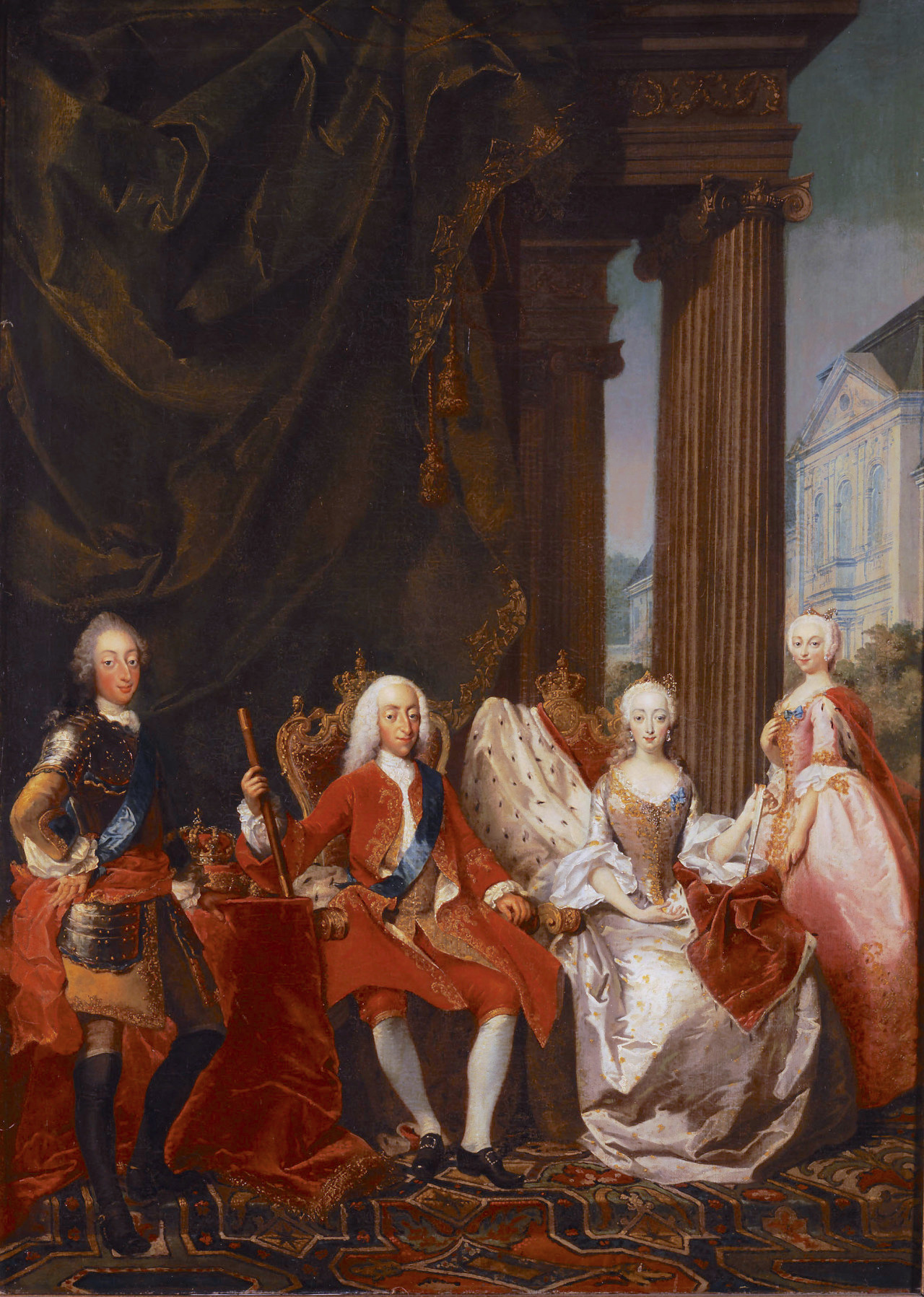
Le roi Christian VI avec sa famille, la reine Sophie-Madeleine, le prince héritier Frédéric (V) et la princesse héritière Louise. Le château de Hirschholm est visible en arrière-plan. Peinture par Marcus Tuscher, vers 1744.

En 1743, un accord d'un mariage dynastique entre la princesse Louise et l'héritier du trône dano-norvégien du même âge, le prince héritier Frédéric, est conclu. Le mariage est proposé par la Grande-Bretagne pour des raisons politiques. À cette époque, une compétition a lieu entre la France et la Grande-Bretagne pour nouer une alliance avec le Danemark-Norvège. En Grande-Bretagne, protestante, ayant l'avantage de pouvoir conclure une alliance par mariage avec les royaumes jumeaux également protestants de l'autre côté de la mer du Nord, l'idée est née entre les ministres britanniques d'organiser un mariage entre la princesse Louise avec le prince héritier Frédéric. Le gouvernement danois pour sa part y était favorable, alors que le père de Frédéric, le roi Christian VI, initialement était réticent à l'idée. Mais lorsqu'il a vu la possibilité que le mariage conduise à un soutien britannique aux plans visant à faire du prince héritier Frédéric l'héritier du trône suédois, il a changé d'avis. Sur le plan plus personnel, il y a aussi l'espoir que le fait de se marier bientôt atténuera les excès alcooliques et sexuels du prince héritier au caractère faible. Après avoir vu un portrait de la princesse et après avoir été informé de sa gentillesse, le prince héritier lui-même s'est lui aussi déclaré prêt à l'épouser.
Ainsi, au cours de l'année 1743, commencent les négociations de mariage, qui se concluent avec succès au bout de quelques mois le 14 septembre. Le 19 octobre, la princesse Louise quitte Londres pour commencer son voyage vers Copenhague. Le lord-chambellan ordonne la livraison de fournitures de voyage pour la princesse, y compris "des ensembles de literie royale, des valises, un équipage de thé de voyage et des articles pour Mme Dives et le yacht "Fubbs": le tout pour une estimation de 503 £". Elle voyage d'abord à bord du yacht royal britannique HMY Fubbs jusqu'à la possession allemande de son père, l'Électorat de Brunswick-Lunebourg. Là elle épouse par procuration le 10 novembre à Hanovre le prince héritier Frédéric, son frère, le duc de Cumberland, représentant son époux,. Après cela, les entourages de Louise et Frédéric se rencontrent dans la ville frontière d'Altona dans le duché de Holstein, alors partie de la monarchie danoise, où Louise rencontre son mari pour la première fois une semaine après leur mariage. Selon les traditions répandues dans les monarchies européennes de l'époque, son entourage anglais y est échangé contre un entourage danois. À cette occasion, lui est présenté son nouveau chambellan Carl Juel et sa première dame d'honneur Christiane Henriette Louise Juel. Louise et Frédéric se rendent ensuite ensemble à Copenhague, où ils font leur entrée officielle dans la capitale danoise le 11 décembre sous les acclamations de la population. Déjà le même jour, une deuxième cérémonie de mariage avec le marié présent est célébré dans la chapelle du palais de Christiansborg, la résidence principale de la monarchie danoise, nouvellement achevé sur l'île de Slotsholmen dans le centre de Copenhague,.

### Princesse héritière

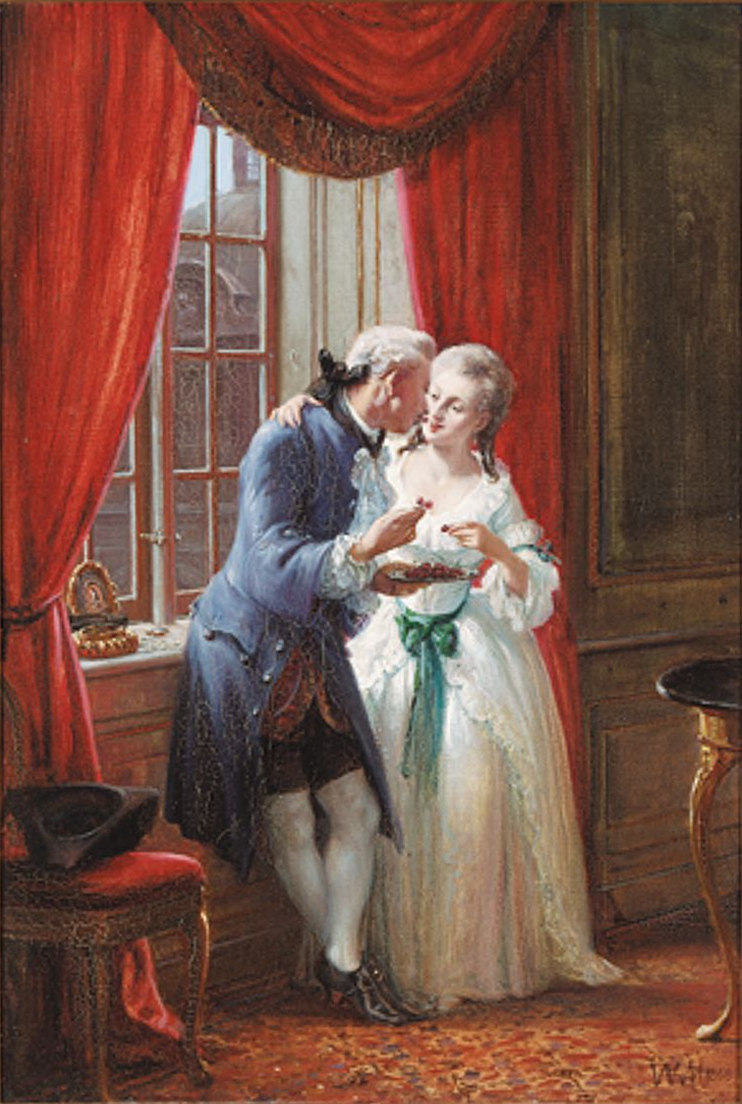
Le prince héritier et la princesse héritière dans leur appartement au palais de Charlottenborg. Peinture historique par Wilhelm Marstrand, 1868.

Après le mariage, les jeunes mariés s'installent initialement au palais de Charlottenborg, une résidence mineure de style baroque de la famille royale danoise, située sur la plus grande place de Copenhague, Kongens Nytorv. Charlottenborg devient rapidement le cadre d'une cour vivante et sociable qui diffère beaucoup de l'étiquette rigide et pesante qui prévaut à la cour du roi au palais de Christiansborg. Ils y restent jusqu'à ce qu'en 1745, ils puissent emménager dans le palais du Prince, un palais urbain remodelé pour eux par l'architecte danois et maître de la construction royale Nicolai Eigtved dans le style rococo, qui est situé par le canal de Frederiksholm, tout à côté du palais de Christiansborg.
Bien que le mariage ait été arrangé, le couple s'entend très bien, du moins pendant leurs premières années de mariage. Bien que Frederick ait une grande estime pour elle et la traite toujours avec respect, il ne serait pas amoureux d'elle et continue d'avoir des liaisons après leur mariage. Frédéric se montre agréable à l'égard de son épouse, et Louise feint de ne pas remarquer ses frasques. Ils ont cinq enfants, dont seul le fils aîné, le prince héritier Christian, est décédé pendant l'enfance.
Louise se rend rapidement populaire à la cour danoise, et même son beau-père, qui avait d'abord été réticent à l'idée de l'avoir comme belle-fille, remarque dans une lettre à un ami qu'elle lui semble être gentille et agréable. Elle rencontre également un grand enthousiasme de la part des citoyens de Copenhague, en raison de son comportement naturel et simple. Contrairement à sa belle-mère, la reine Sophie-Madeleine, elle s'efforce d'apprendre la langue danoise. Elle étudie la langue dès son arrivée auprès du curé royal Erik Pontoppidan, et engage également des professeurs pour que ses enfants apprennent à parler la langue de leur pays.

### Reine de Danemark et Norvège

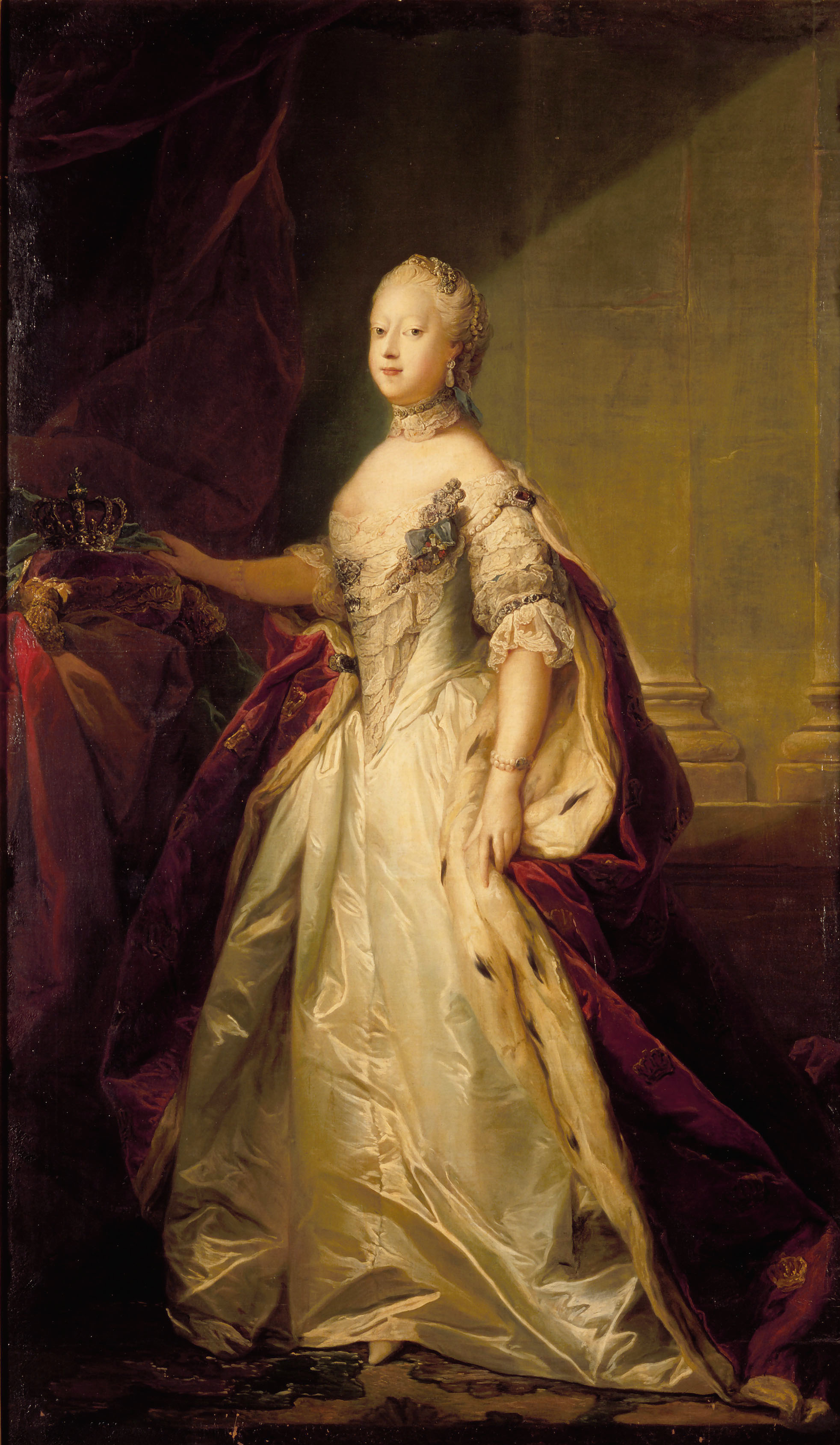
Portrait de la reine Louise par Carl Gustaf Pilo.

À la mort de Christian VI, Frédéric accède au trône le 6 août 1746 en tant que Frédéric V, Louise devenant « la reine de Danemark et de Norvège » à l'âge de 21 ans. Le nouveau roi et la reine se déplacent ensuite sur la courte distance du Palais du Prince à travers le canal de Frederiksholm dans le vaste palais de Christiansborg. Le 4 septembre 1747, le cérémonial du changement de trône se termine avec le sacre du nouveau roi et de la nouvelle reine dans la chapelle du château de Frederiksborg, lieu traditionnel de sacre des monarques danois pendant la monarchie absolue, à Hillerød sur l'île de Seeland non loin de Copenhague.
Ce que Louise et son mari ont commencé en petit à Charlottenborg, ils le continuent maintenant à grande échelle à Christiansborg. En effet, l'accession au trône de Frédéric V entraîne un changement majeur dans la vie à la cour danoise, qui prend désormais un ton plus léger et devient beaucoup plus festive qu'elle ne l'était sous la belle-famille piétiste de Louise. Les lourdes chaînes de fer qui entouraient auparavant Christiansborg pour tenir les sujets à distance disparaissent, et les salles et les salons du palais sont à nouveau remplis de bals et de sociabilité. La reine Louise est très populaire au Danemark, et l'on estime que cette faveur rend son mari aussi populaire,. Le fait que Louise s'exprime régulièrement en danois, notamment avec ses enfants, la fait grandement apprécier. L'écrivain danois-norvégien Ludvig Holberg écrit ainsi dans l'une de ses épîtres : « Il est impossible de décrire avec quel plaisir sincère l'homme ordinaire entend Sa Majesté, quoique princesse anglaise, parler danois avec les enfants royaux. »

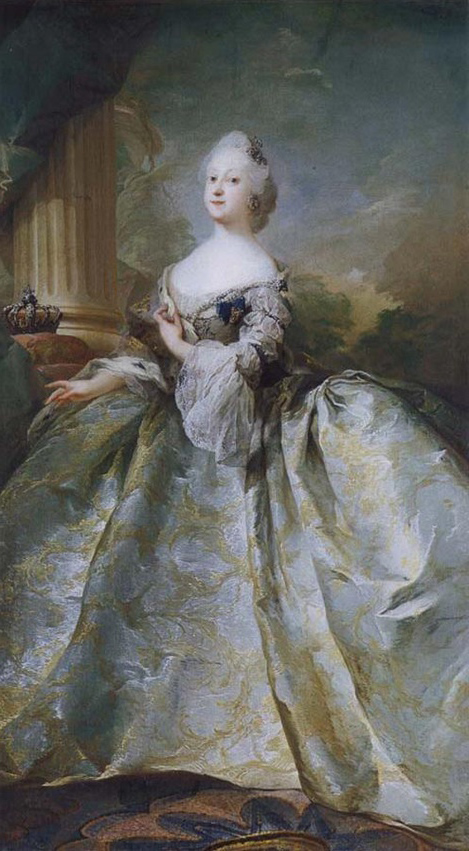
Portrait de la reine Louise par Carl Gustaf Pilo, 1751.

Louise avait une personnalité vive, lui permettant une socialisation facile. Elle est décrite comme bien éduquée et à l'aise en conversation, pas belle mais très digne, et faite pour son rôle de reine. Un diplomate suédois ayant séjourné à la cour danoise en donne la description suivante : « Elle a du bon sens et est aisée avec les mots, d'un ton amical, sait converser sur de nombreux sujets et peut parler plusieurs langues; en tenant sa cour, elle laisse rarement quelqu'un sans dire quelque chose de gentil; elle aime beaucoup la danse et danse bien, elle a un bon caractère et est connue pour sa piété et ses excellentes qualités. Elle trouve du plaisir dans la lecture et la musique, elle joue bien du clavicorde et apprend à chanter à ses filles. »
La reine Louise apprécie notamment la musique, la danse et le théâtre. En 1747, elle fait inviter la troupe d'opéra italienne de l'impresario Pietro Mingotti à Copenhague, où ils interprètent l'opéra et le ballet pour la cour au palais de Charlottenborg jusqu'en 1750,. Parmi ses membres figurait le compositeur Christoph Willibald Gluck, qui séjourne à la cour danoise de 1748 à 1749. Alors que la reine Louise accouche en 1749 d'un héritier du trône, le prince héritier Christian, il compose la scène musicale La contesa dei numi (La Dispute des dieux), où les divinités olympiennes se réunissaient sur les rives du Grand Belt pour discuter de qui doit protéger en particulier le nouveau prince. Elle a été jouée pour la première fois au palais de Charlottenborg le 12 mars 1749, à l'occasion du premier service religieux de la reine après la naissance. En 1748, la troupe de théâtre française Troupe Dulondel sous la direction de la comédienne Jeanne Dulondel est invitée pour donner des représentations dramatiques à Copenhague, où ils se produisent jusqu'en 1753, et se produisent également à Oslo pendant le séjour du roi en Norvège en 1749.
En 1751, la reine Louise s'oppose sans succès au mariage dynastique prévu entre sa fille, la princesse Sophie-Madeleine de cinq ans, et l'héritier du trône suèdois, le prince héritier Gustave, futur roi Gustave III. Elle craint que sa fille ne soit pas bien traitée par la reine de Suède, Louise-Ulrique. On sait que la reine Louise-Ulrique était la véritable dirigeante de la cour suédoise, et elle est connue pour ses opinions anti-danoises et pour son opposition au mariage. Apparemment, Louise n'aime pas non plus les mariages arrangés en raison de sa propre expérience.

### Mort prématurée

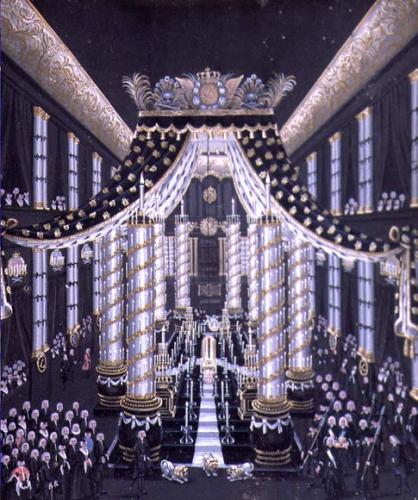
Catafalque de la reine Louise dans la chapelle du palais de Christiansborg.

Cette même année, la reine Louise tombe gravement malade d'une hernie ombilicale pincée au cours de sa sixième grossesse,. Le chirurgien de la cour l'opère, mais ne parvient pas à lui sauver la vie, ni celle de l'enfant à naître. Elle est décédée le 19 décembre 1751, le lendemain de son 27e anniversaire, au palais de Christiansborg, après 14 ans de mariage et après seulement 5 ans en tant que reine. La nouvelle de la mort de la reine populaire est accueilli avec consternation à la cour et un deuil sincère parmi le peuple qui a appris à apprécier leur reine pendant son court mandat. Après son castrum doloris dans la chapelle du palais de Christiansborg, la reine défunte est inhumée en la cathédrale de Roskilde, la nécropole traditionnelle des rois de Danemark, sur l'île de Seeland non loin de Copenhague.

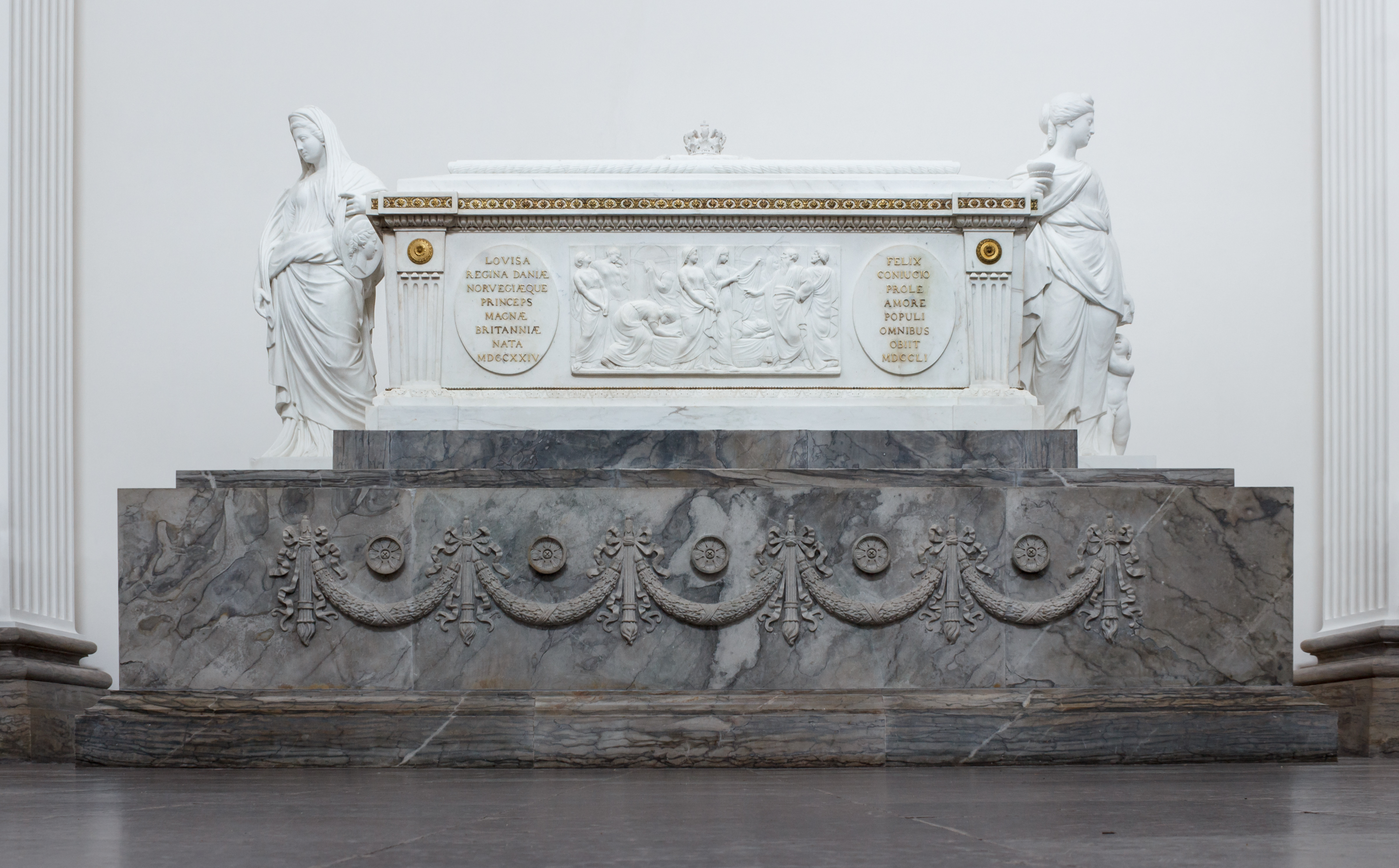
Sarcophage de la reine Louise dans la cathédrale de Roskilde.

Frédéric V vit 14 ans après la mort de la reine Louise. Il se remarie l'année suivant sa mort avec Juliane-Marie de Brunswick. En 1756, la sœur de Louise, la landgravine Marie de Hesse-Cassel, qui avait été séparée de son mari, le landgrave Frédéric II de Hesse-Cassel, s'installe au Danemark pour s'occuper des enfants de sa sœur décédée. Elle emmène avec elle ses trois fils, qui sont élevés à la cour royale danoise. Les deux fils ainés, le prince Guillaume et le prince Charles épouseront plus tard leurs cousines danoises, la princesse Wilhelmine-Caroline et la princesse Louise, filles de la reine Louise.

## Héritage
La reine sage et gracieuse a positivement influencé et inspiré son mari, de sorte que le gouvernement a ensuite fortement encouragé l'art et la science. Parce qu'elle était extrêmement populaire et aimée par le peuple danois, la mémoire de la jeune reine décédée tôt était de plus en plus glorifiée avec le temps. Un exemple de cette glorification est le poète allemand Friedrich Gottlieb Klopstock, qui ressentait une grande dévotion et une grande estime pour la reine Louise ; il a été profondément ému par ses difficultés et sa mort prématurée et a exprimé ses propres sentiments et ceux du peuple dans l'ode An den König (plus tard appelé Die Königin Luise) de 1752. Par rapport à cet idéal, la deuxième épouse de son mari, Juliane-Marie, et sa nièce et plus tard belle-fille, Caroline-Mathilde, ont été sévèrement jugées dans leurs actes de reine.

## Généalogie

### Descendance
De cette union cinq enfants naîtront dont :
- Sophie-Madeleine de Danemark (1746-1813) épouse en 1766 Gustave III, roi de Suède (1746-1792)
- Wilhelmine-Caroline de Danemark (1747-1820) épouse en 1764 Guillaume IX, landgrave de Hesse-Cassel (1743-1821)
- Christian VII, roi de Danemark (1749-1808) épouse en 1766 Caroline-Mathilde de Grande-Bretagne (1751-1775)
- Louise de Danemark (1750-1831) épouse en 1766 Charles de Hesse-Cassel (1744-1836), frère cadet du landgrave Guillaume IX.

## Titres et honneurs

### Titulature
- 17 décembre 1724 — 11 juin 1727 : Son Altesse royale la princesse Louise de Galles.
- 11 juin 1727 — 11 décembre 1743 : Son Altesse royale la princesse Louise.
- 11 décembre 1743 — 6 août 1746 : Son Altesse royale la princesse héritière consort de Danemark et de Norvège.
- 6 août 1746 — 19 décembre 1751 : Sa Majesté la reine de Danemark et de Norvège.

### Armes et monogramme

Armoiries de la Princesse Louise de Grande-Bretagne[24].
Armoiries de la Princesse héritière Louise de Grande-Bretagne.
Monogramme de la Princesse Louise de Grande-Bretagne.